# Arrestant
Arrestant, er en af politiet tilbageholdt person som har udført lovbrud, en kriminel handling eller er mistænkt for samme.
Eksempelvis kan en person, som har udøvet gadeuorden, blive arresteret og hermed betragtes som en arrestant.
En arrestant har ret til at få ukontrolleret besøg af sin forsvarer, jf. RPL § 771, stk. 1, sidste pkt.

## Reference
1. ↑  retsplejeloven på retsinformation.dk

| Jura | Spire Denne juraartikel er en spire som bør udbygges. Du er velkommen til at hjælpe Wikipedia ved at udvide den. |